# Llista d'asteroides/194701-194800
| Nom      | Designació provisional | Data de descobriment   | Lloc de descobriment | Descobridor/s                |
| -------- | ---------------------- | ---------------------- | -------------------- | ---------------------------- |
| 194701 - | 2001 XT232             | 15 de desembre de 2001 | Socorro              | LINEAR                       |
| 194702 - | 2001 XN235             | 15 de desembre de 2001 | Socorro              | LINEAR                       |
| 194703 - | 2001 XS235             | 15 de desembre de 2001 | Socorro              | LINEAR                       |
| 194704 - | 2001 XX235             | 15 de desembre de 2001 | Socorro              | LINEAR                       |
| 194705 - | 2001 XO236             | 15 de desembre de 2001 | Socorro              | LINEAR                       |
| 194706 - | 2001 XP236             | 15 de desembre de 2001 | Socorro              | LINEAR                       |
| 194707 - | 2001 XK237             | 15 de desembre de 2001 | Socorro              | LINEAR                       |
| 194708 - | 2001 XL238             | 15 de desembre de 2001 | Socorro              | LINEAR                       |
| 194709 - | 2001 XB239             | 15 de desembre de 2001 | Socorro              | LINEAR                       |
| 194710 - | 2001 XB240             | 15 de desembre de 2001 | Socorro              | LINEAR                       |
| 194711 - | 2001 XE240             | 15 de desembre de 2001 | Socorro              | LINEAR                       |
| 194712 - | 2001 XQ240             | 15 de desembre de 2001 | Socorro              | LINEAR                       |
| 194713 - | 2001 XG244             | 15 de desembre de 2001 | Socorro              | LINEAR                       |
| 194714 - | 2001 XK246             | 15 de desembre de 2001 | Socorro              | LINEAR                       |
| 194715 - | 2001 XY246             | 15 de desembre de 2001 | Socorro              | LINEAR                       |
| 194716 - | 2001 XD247             | 15 de desembre de 2001 | Socorro              | LINEAR                       |
| 194717 - | 2001 XE247             | 15 de desembre de 2001 | Socorro              | LINEAR                       |
| 194718 - | 2001 XQ247             | 15 de desembre de 2001 | Socorro              | LINEAR                       |
| 194719 - | 2001 XU247             | 15 de desembre de 2001 | Socorro              | LINEAR                       |
| 194720 - | 2001 XY247             | 15 de desembre de 2001 | Socorro              | LINEAR                       |
| 194721 - | 2001 XG248             | 14 de desembre de 2001 | Kitt Peak            | Spacewatch                   |
| 194722 - | 2001 XH250             | 14 de desembre de 2001 | Socorro              | LINEAR                       |
| 194723 - | 2001 XR253             | 14 de desembre de 2001 | Socorro              | LINEAR                       |
| 194724 - | 2001 XR257             | 7 de desembre de 2001  | Palomar              | NEAT                         |
| 194725 - | 2001 XE258             | 8 de desembre de 2001  | Anderson Mesa        | LONEOS                       |
| 194726 - | 2001 XT258             | 8 de desembre de 2001  | Anderson Mesa        | LONEOS                       |
| 194727 - | 2001 XU259             | 9 de desembre de 2001  | Anderson Mesa        | LONEOS                       |
| 194728 - | 2001 XG263             | 14 de desembre de 2001 | Kitt Peak            | Spacewatch                   |
| 194729 - | 2001 XX263             | 14 de desembre de 2001 | Socorro              | LINEAR                       |
| 194730 - | 2001 XO265             | 14 de desembre de 2001 | Socorro              | LINEAR                       |
| 194731 - | 2001 YB                | 16 de desembre de 2001 | Oaxaca               | J. M. Roe                    |
| 194732 - | 2001 YL3               | 19 de desembre de 2001 | Fountain Hills       | C. W. Juels, P. R. Holvorcem |
| 194733 - | 2001 YH5               | 17 de desembre de 2001 | Cima Ekar            | Asiago-DLR Asteroid Survey   |
| 194734 - | 2001 YS7               | 17 de desembre de 2001 | Socorro              | LINEAR                       |
| 194735 - | 2001 YQ8               | 17 de desembre de 2001 | Socorro              | LINEAR                       |
| 194736 - | 2001 YS14              | 17 de desembre de 2001 | Socorro              | LINEAR                       |
| 194737 - | 2001 YM16              | 17 de desembre de 2001 | Socorro              | LINEAR                       |
| 194738 - | 2001 YD18              | 17 de desembre de 2001 | Socorro              | LINEAR                       |
| 194739 - | 2001 YD20              | 18 de desembre de 2001 | Socorro              | LINEAR                       |
| 194740 - | 2001 YE20              | 18 de desembre de 2001 | Socorro              | LINEAR                       |
| 194741 - | 2001 YH20              | 18 de desembre de 2001 | Socorro              | LINEAR                       |
| 194742 - | 2001 YN20              | 18 de desembre de 2001 | Socorro              | LINEAR                       |
| 194743 - | 2001 YD21              | 18 de desembre de 2001 | Socorro              | LINEAR                       |
| 194744 - | 2001 YQ21              | 18 de desembre de 2001 | Socorro              | LINEAR                       |
| 194745 - | 2001 YF22              | 18 de desembre de 2001 | Socorro              | LINEAR                       |
| 194746 - | 2001 YJ25              | 18 de desembre de 2001 | Socorro              | LINEAR                       |
| 194747 - | 2001 YV25              | 18 de desembre de 2001 | Socorro              | LINEAR                       |
| 194748 - | 2001 YT28              | 18 de desembre de 2001 | Socorro              | LINEAR                       |
| 194749 - | 2001 YU31              | 18 de desembre de 2001 | Socorro              | LINEAR                       |
| 194750 - | 2001 YC33              | 18 de desembre de 2001 | Socorro              | LINEAR                       |
| 194751 - | 2001 YT38              | 18 de desembre de 2001 | Socorro              | LINEAR                       |
| 194752 - | 2001 YU41              | 18 de desembre de 2001 | Socorro              | LINEAR                       |
| 194753 - | 2001 YU43              | 18 de desembre de 2001 | Socorro              | LINEAR                       |
| 194754 - | 2001 YD44              | 18 de desembre de 2001 | Socorro              | LINEAR                       |
| 194755 - | 2001 YJ44              | 18 de desembre de 2001 | Socorro              | LINEAR                       |
| 194756 - | 2001 YZ44              | 18 de desembre de 2001 | Socorro              | LINEAR                       |
| 194757 - | 2001 YJ46              | 18 de desembre de 2001 | Socorro              | LINEAR                       |
| 194758 - | 2001 YX47              | 18 de desembre de 2001 | Socorro              | LINEAR                       |
| 194759 - | 2001 YC49              | 18 de desembre de 2001 | Socorro              | LINEAR                       |
| 194760 - | 2001 YW49              | 18 de desembre de 2001 | Socorro              | LINEAR                       |
| 194761 - | 2001 YF50              | 18 de desembre de 2001 | Socorro              | LINEAR                       |
| 194762 - | 2001 YK52              | 18 de desembre de 2001 | Socorro              | LINEAR                       |
| 194763 - | 2001 YS52              | 18 de desembre de 2001 | Socorro              | LINEAR                       |
| 194764 - | 2001 YV52              | 18 de desembre de 2001 | Socorro              | LINEAR                       |
| 194765 - | 2001 YK54              | 18 de desembre de 2001 | Socorro              | LINEAR                       |
| 194766 - | 2001 YG56              | 18 de desembre de 2001 | Socorro              | LINEAR                       |
| 194767 - | 2001 YR59              | 18 de desembre de 2001 | Socorro              | LINEAR                       |
| 194768 - | 2001 YZ59              | 18 de desembre de 2001 | Socorro              | LINEAR                       |
| 194769 - | 2001 YB64              | 18 de desembre de 2001 | Socorro              | LINEAR                       |
| 194770 - | 2001 YE64              | 18 de desembre de 2001 | Socorro              | LINEAR                       |
| 194771 - | 2001 YW64              | 18 de desembre de 2001 | Socorro              | LINEAR                       |
| 194772 - | 2001 YZ64              | 18 de desembre de 2001 | Socorro              | LINEAR                       |
| 194773 - | 2001 YC67              | 18 de desembre de 2001 | Socorro              | LINEAR                       |
| 194774 - | 2001 YD69              | 18 de desembre de 2001 | Socorro              | LINEAR                       |
| 194775 - | 2001 YD70              | 18 de desembre de 2001 | Socorro              | LINEAR                       |
| 194776 - | 2001 YG72              | 18 de desembre de 2001 | Socorro              | LINEAR                       |
| 194777 - | 2001 YA74              | 18 de desembre de 2001 | Socorro              | LINEAR                       |
| 194778 - | 2001 YP80              | 18 de desembre de 2001 | Socorro              | LINEAR                       |
| 194779 - | 2001 YW80              | 18 de desembre de 2001 | Socorro              | LINEAR                       |
| 194780 - | 2001 YV81              | 18 de desembre de 2001 | Socorro              | LINEAR                       |
| 194781 - | 2001 YA82              | 18 de desembre de 2001 | Socorro              | LINEAR                       |
| 194782 - | 2001 YN82              | 18 de desembre de 2001 | Socorro              | LINEAR                       |
| 194783 - | 2001 YZ82              | 18 de desembre de 2001 | Socorro              | LINEAR                       |
| 194784 - | 2001 YE83              | 18 de desembre de 2001 | Socorro              | LINEAR                       |
| 194785 - | 2001 YQ83              | 18 de desembre de 2001 | Socorro              | LINEAR                       |
| 194786 - | 2001 YR84              | 18 de desembre de 2001 | Socorro              | LINEAR                       |
| 194787 - | 2001 YD87              | 18 de desembre de 2001 | Socorro              | LINEAR                       |
| 194788 - | 2001 YG88              | 18 de desembre de 2001 | Socorro              | LINEAR                       |
| 194789 - | 2001 YU89              | 18 de desembre de 2001 | Socorro              | LINEAR                       |
| 194790 - | 2001 YV89              | 18 de desembre de 2001 | Socorro              | LINEAR                       |
| 194791 - | 2001 YB90              | 18 de desembre de 2001 | Socorro              | LINEAR                       |
| 194792 - | 2001 YL90              | 18 de desembre de 2001 | Socorro              | LINEAR                       |
| 194793 - | 2001 YP90              | 18 de desembre de 2001 | Socorro              | LINEAR                       |
| 194794 - | 2001 YN91              | 17 de desembre de 2001 | Palomar              | NEAT                         |
| 194795 - | 2001 YU94              | 17 de desembre de 2001 | Palomar              | NEAT                         |
| 194796 - | 2001 YV94              | 17 de desembre de 2001 | Palomar              | NEAT                         |
| 194797 - | 2001 YZ96              | 17 de desembre de 2001 | Socorro              | LINEAR                       |
| 194798 - | 2001 YW97              | 17 de desembre de 2001 | Socorro              | LINEAR                       |
| 194799 - | 2001 YS99              | 17 de desembre de 2001 | Socorro              | LINEAR                       |
| 194800 - | 2001 YX99              | 17 de desembre de 2001 | Socorro              | LINEAR                       |